# كسور سالتر هاريس
كسور سالتر هاريس هي كسور تتضمن صفيحة المشاشة أو لوحة نمو العظام. يعتبر سبب شائع للإصابة عند الأطفال، حيث يحدث في حوالي 15% من كسور العظام الطويلة في مرحلة الطفولة.

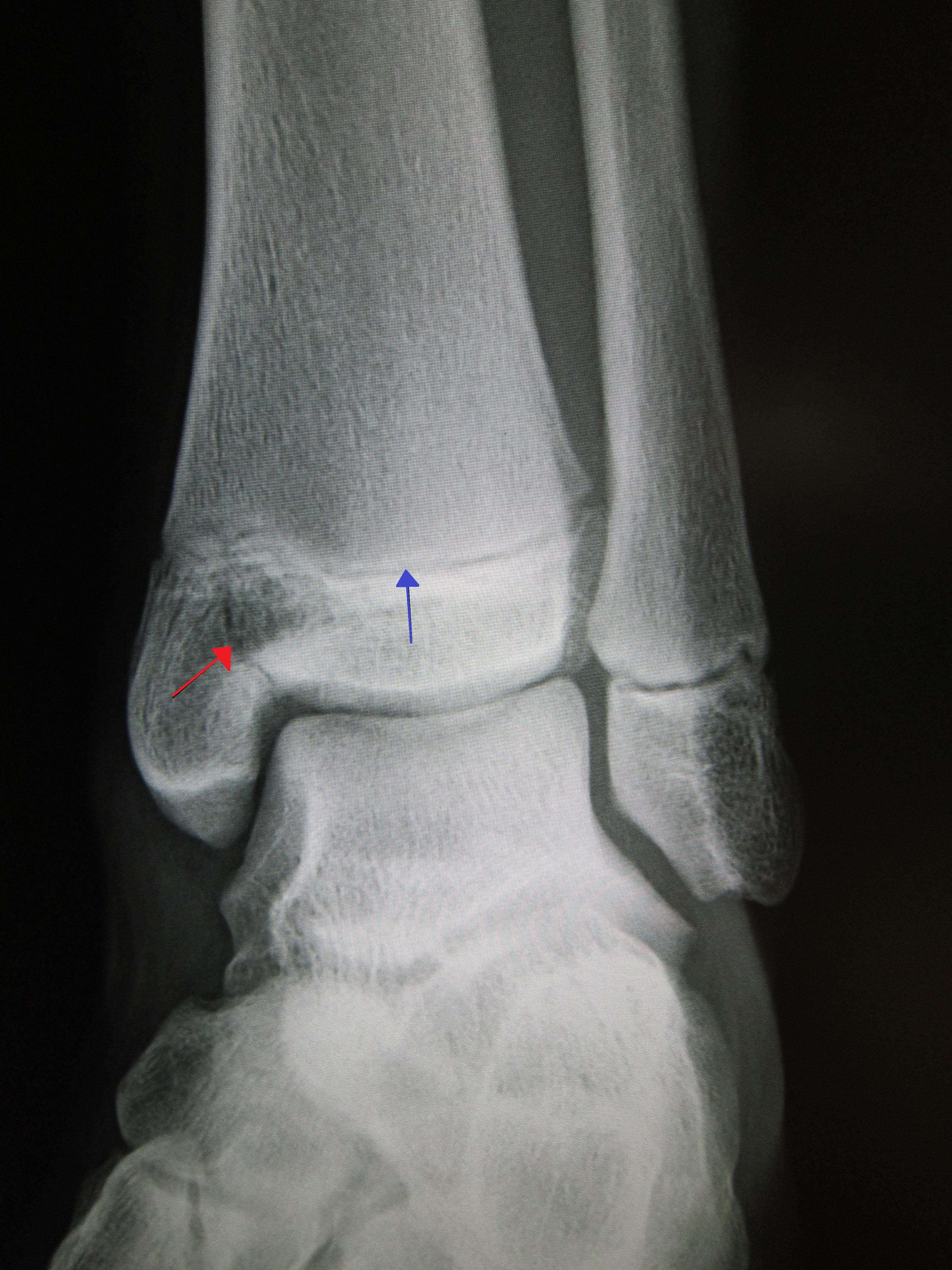
SalterHarris2010

## الأنواع
يوجد 9 أنواع من كسور سالتر هاريس، من النوع الأول للخامس توصف ب روبر B سالتر وW روبرت هاريس، في عام 1963 والأنواع النادرة من 6-9 تم إضافتها لاحقا.
النوع الأول: كسر عرضي خلال لوحة النمو ويشار أيضا إلى (صفيحة النمو) بنسبة 6%.
النوع الثاني: الكسر خلال لوحة النمو والكردوس مع الحفاظ على المشاشة بنسبة 75%، يحتاج من 2-3 أسابيع للالتئام.
النوع الثالث: كسور خلال لوحة النمو والمشاشة مع الحفاظ على الكردوس بنسبة 8%.
النوع الرابع: كسر خلال الأنواع الثلاثة للعظم؛ لوحة النمو والمشاشة والكردوس بنسبة 10%.
النوع الخامس: كسر ضغطي للوح النمو (مما يؤدي إلى انخفاض في الفضاء المحفوظ بين المشاشة والكردوس على أشعة اكس) بنسبة 1%.
النوع السادس: إصابة الجزء الطرفي لصفيحة النمو وتشكيل جسر عظمي ناتج قد يكون تشوه زاوي (تم إضافته عام 1969 بواسطة ميرسر رانج).
النوع السابع: إصابة معزولة عن إصابة صفيحة المشاشة (من سبعة لتسعة المضافة في عام 1982 بواسطة JA ogden).
النوع الثامن: الإصابة المعزولة للكردوس مع احتمالية حدوث انخفاض محتمل للتحجر الغضروفي.
النوع التاسع: إصابة السمحاق قد تضعف التعظم الغشائي.

SalterHarris

## مسمي سالتر للتصنيف
المسمى سالتر يمكن استخدامه لتذكر أول 5 أنواع، هذا المسمى يتطلب تخيل القارئ للعظام كالعظام الطويلة مع المشاشة عند القاعدة.
واحد-S: زلة (مفصولة أو مستقيمة عبرها) كسر الغضاريف لصفيحة النمو (لوحة النمو).
اثنين-A: فوق، الكسر يقع فوق صفيحة النمو أو بعيدا عن المفصل.
ثلاثة-L: أسفل، الكسر أسفل صفيحة النمو في المشاشة.
أربعة-TE: خلال كل شيء، الكسر يكون خلال الكردوس، لوحة النمو والمشاشة.
خمسه-R: مسحوق، تم سحق صفيحة النمو.
بديل لسالتر يمكن استخدام أول 6 أنواع كما في السابق، مع إضافة النوع الخامس E لكل شيء أو صفيحة النمو والنوع السادس R للحلقة.